# Monster Train 2
Monster Train 2 é um jogo de estratégia do subgênero roguelike baseado em construção de baralhos (deck-building), desenvolvido pela Shiny Shoe e publicado pela Big Fan Games. Lançado em 21 de maio de 2025 para Microsoft Windows, Xbox Cloud Gaming, Xbox Series X/S, Nintendo Switch e PlayStation 5, o jogo também está disponível no serviço Xbox Game Pass desde o primeiro dia de lançamento.
É a sequência direta de Monster Train, lançado em 2020.

## Jogabilidade
Assim como seu antecessor, Monster Train 2 combina elementos de construção de baralhos com batalhas estratégicas em turnos. A sequência introduz novos desafios, facções inéditas e cartas adicionais, além de aprofundar o sistema de escolhas que afetam o progresso durante as partidas. A campanha possui um foco narrativo mais forte, com uma história centrada na restauração do paraíso após os eventos do primeiro jogo.

## Desenvolvimento
O jogo foi desenvolvido usando a Unity e, segundo os desenvolvedores, foi concebido para expandir os limites do gênero, oferecendo maior rejogabilidade, personalização e novos modos de campanha. A equipe da Shiny Shoe prometeu escutar os pedidos da comunidade e trazer melhorias solicitadas desde o primeiro título.

## Anúncio
Monster Train 2 foi anunciado oficialmente em 22 de maio de 2025 por meio de um trailer divulgado pela publicadora Big Fan Games, juntamente com o lançamento de um site oficial que fornece detalhes sobre as mecânicas, facções e ambientação do jogo.

## Recepção
Monster Train 2 recebeu aclamação da crítica especializada. O site Metacritic atribuiu uma média de 89/100 para a versão do Windows, enquanto o OpenCritic indicou uma média de 87/100. Os elogios foram direcionados à profundidade estratégica, melhorias de interface e variedade de cartas e facções. Algumas críticas se concentraram na ausência de inovações mais significativas em relação ao primeiro título.